# تأثير البمرنغ (علم نفس)

تأثير البمرنغ أو تأثير بوميرانغ في علم النفس الاجتماعي هو "نظرية المفاعلة النفسية المدعومة بتجارب تظهر أن محاولات مقاومة حرية شخص غالبًا ما تؤدي إلى "تأثير بمرنغ" غير المطابق. سمي هذا التأثير نسبةً إلى لعبة البمرنغ

## التسويق الاجتماعي
في التسويق الاجتماعي، يحدث تأثير بمرنغ نتيجة محاولة تغيير الموقف. وإذا قام البعض بعمل محاولة قوية لتغيير الموقف المحتمل تجاه موضوع ما، يتعارض الموقف المحتمل مع استجابة لها نفس الدرجة من المساواة، حتى إذا كان الموقف المحتمل يحمل موقفًا ضعيفًا تجاه الموضوع، قبل المواجهة.

## التأثيرات ذات الصلة
- تأثير سترايسند
- تأثير النائم